# Robert Bloch

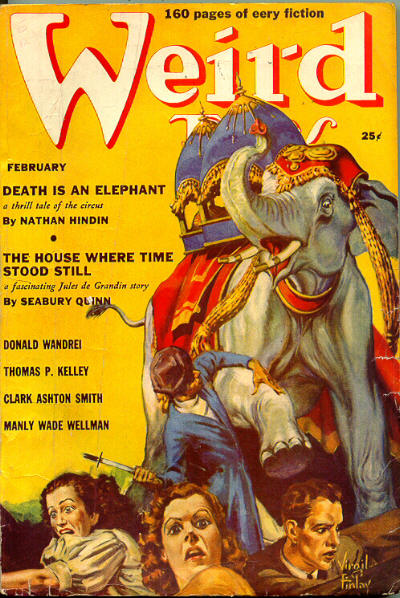
Bloch Death is an Elephant című novellája a Weird Tales 1939. februári száma címlapján

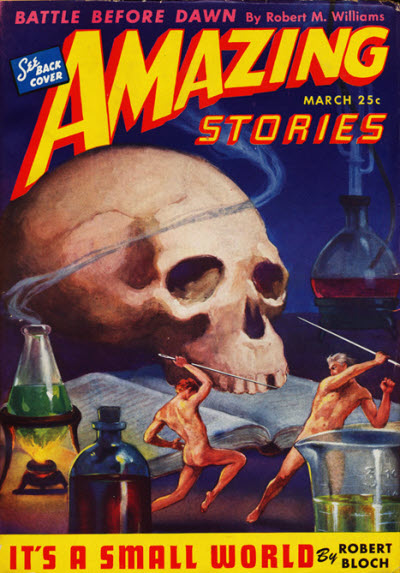
Bloch It's a Small World című novellája az Amazing Stories 1944. márciusi száma címlapján

Robert Bloch (Chicago, 1917. április 5. – Los Angeles, 1994. szeptember 23.) amerikai tudományos-fantasztikus, fantasy, horror- és krimiszerző.

## Élete
Német-zsidó bevándorlók Raphael "Ray" Bloch és Stella Loeb gyermeke volt. Apja pénztáros volt egy bankban, anyja szociális munkásként tevékenykedett. Már kisgyermekként lelkes olvasó volt, tíz évesen kezdte olvasni a Weird Tales horrormagazint. Tizenöt éves korában levelezni kezdett a magazin szerkesztőségével, így került kapcsolatba Howard Phillips Lovecrafttal, August Derleth-szel, Clark Ashton Smith-szel és E. Hoffmann Price-szal. Tizenhét éves volt, amikor első történetei megjelentek a Weird Tales-ben, ezeken Lovecraft erőteljes hatása érezhető: a The Feast in the Abbey és a The Secret in the Tomb a Cthulhu mítoszból táplálkozik. Hamarosan a magazin egyik rendszeresen publikáló szerzője lett. The Shambler from the Stars című elbeszélésébe viccből beépítette Lovecraft figuráját, majd a történetben megölte; Lovecraft megorrolt a tréfa miatt, s a The Haunter of the Dark című elbeszélésében Robert Bloch figurájával (a történetben: Robert Blake) végzett.
Lovecraft halála után Bloch más magazinokban, többek közt az Amazing Stories-ben is publikálni kezdett. Felhagyott Lovecraft stílusának utánzásával, s az 1940-es évekre saját stílust alakított ki. Gyakran alapos történeti háttér-kutatásokat végzett egy-egy alkotásához, például Hasfelmetsző Jack alakja a Yours Truly, Jack the Ripper-ben, A vasálarcos ember az Iron Mask-ban, De Sade márki a The Skull of the Marquis de Sade-ban, stb. Történetei egyre népszerűbbek lettek az olvasók körében. Kapcsolatba került a kor sci-fi íróival, Fritz Leiberrel, Henry Kuttnerrel és Catherine L. Moore-ral is. 1940-ben vette feleségül Maria Ruth Holcombe-ot, s egy reklámügynökségben kezdett dolgozni, hogy a fiatal család számára rendszeres jövedelmet tudjon biztosítani. 1943-ban született meg a lánya. Komolyabban kezdett foglalkozni fantasztikus, illetve bűnügyi regények és novellák írásával, emellett továbbra is rendszeresen publikált a kor fantasztikus- és horrormagazinjaiban. Írt egy huszonhárom részből álló humoros fantasy-sorozatot Lefty Feep főszereplésével, elkészített számos, saját horrortörténetein alapuló rádiójátékot, ezek később Stay Tuned for Terror cím alatt jelentek meg. Első önálló kötete, az Opener of the Way című novellagyűjtemény 1944-ben jelent meg. 1946-ban jelent meg első regénye, a The Scarf, amely sorozatgyilkosokról szólt.
Írásainak egyre nagyobb sikere lehetővé tette, hogy 1953-ban abbahagyja munkáját a reklámügynökségen, és csak az irodalommal foglalkozzon. A wisconsini Weyauwegában telepedett le, s további könyveket publikált. 1959-ben Hugo-díjat nyert That Hell-Bound Train című elbeszélése, s ugyanebben az évben újabb áttörést ért el a Psycho című regénnyel, amelyből Alfred Hitchcock készített nagy sikerű filmet Psycho címen. Ezután több forgatókönyvet is készített, Los Angelesbe költözött, s olyan sorozatokban működött közre, mint az Alfred Hitchcock Presents, Boris Karloff: Thriller, Journey to the Unknown vagy a Star Trek. A Star Trek számára hét epizód forgatókönyvét készítette el, ezek közül a Wolf in the Fold megírásában segítségére volta a Hasfelmetsző Jackkel kapcsolatos korábbi kutatásai, a részben a gyilkos egy földönkívüli, aki minden gyilkosság után testet vált.
Bloch felesége nem tudta megszokni a nagyvárosi életet, ezért 1963-ban elvált. A szerző a következő évben feleségül vette Eleanor Alexandert. Ebben az időszakban is főleg elbeszéléseket írt, de alkotott számos regényt is, mint például az American Gothic-ot (1974) Hasfelmetsző Jack témájához is gyakran visszatért, például The Night of the Ripper (1984) regényében. Önéletrajza 1993-ban jelent meg. Munkásságáért számos díjat kapott, például a Bram Stoker-díjat, valamint életművéért 1975-ben a World Fantasy Awardot. Nyelőcső- és vesedaganat okozta halálát.

## Magyarul megjelent művei
Számos novellája megjelent különböző lapokban, a lista csak az antológiákban megjelent, illetve az önállóan megjelent alkotásait tartalmazza. Néhány műve több utánközlést is megért magyarul, a listában az első kiadás adatai szerepelnek.

### Kötetek
- Tűzgolyó; ford. Tandori Dezső; Pán, Bp., 1990
- Pszicho; ford. Tandori Dezső, Tandori Ágnes; Pán, Bp., 1990
- Pszicho 2.; ford. Tandori Dezső; Pán, Bp., 1991

### Novellák
- Lizzie Borden fejszét fogott (novella, Lopakodó árnyak című antológia, Galaktika Fantasztikus Könyvek, Móra, 1989)
- A Poe-gyűjtő (novella, Éjszakai sikolyok című antológia, Szukits, 1999)
- BAMM! (novella, Izéhordák című antológia, Szukits, 2003)
- Érintethetetlen (novella, Az elátkozott kert című antológia, Gulliver, 1993)
- A fejvadász (novella, Az elátkozott kert című antológia, Gulliver, 1993)
- Mélyhűtött rettenet (novella, Az elátkozott kert című antológia, Gulliver, 1993)
- Az arcnélküli isten (novella, Dagon árnyai című antológia, Beneficium & Dark Pages, 1999)
- A pokolba tartó vonat (novella, A pokolba tartó vonat című antológia, Gondolat Kiadó, 1970)
- Jegyzetfüzet egy elhagyott házban (Árnyak az időn túlról című antológia, Magyar H. P. Lovecraft Portál, Szeged, 2018)
- És zöldre vált a vér (képregény, társszerzők: Arnold Drake, Nevio Zaccara, Alberto Giolitti,Metagalaktika 3., 1982)
- Richard Clayton különös repülése (novella, Metagalaktika 9., 1986)
- Holnap történt (novella, Galaktika 20., 1976)
- Másnap reggel (novella, Galaktika 37., 1979)
- A cselekmény a fontos (novella, Galaktika 112., 1990)
- A kis boszorkány (novella, Galaktika 139., 1992)
- Nina (novella, Galaktika 159., 1993)
- Sóbiznisz (novella, Galaktika 160., 1994)
- Sok szeretettel – Hasfelmetsző Jack (novella, Galaktika 288., 2014)
- Túlzsúfolt Föld (novella, Galaktika 302 XL., 2015)
- A Csillagvámpír (novella, Galaktika 302 XL., 2015)
- Nem szeretem magát, Fell doktor (novella, Galaktika 302 XL., 2015)
- A Tanulás Útvesztője (novella, Galaktika 309., 2015)

## Külső hivatkozások
- munkái az openlibrary.org-on

## Fordítás
- Ez a szócikk részben vagy egészben  a   Robert Bloch című német Wikipédia-szócikk ezen változatának fordításán alapul.  Az eredeti cikk szerkesztőit annak laptörténete sorolja fel. Ez a jelzés csupán a megfogalmazás eredetét és a szerzői jogokat jelzi, nem szolgál a cikkben szereplő információk forrásmegjelöléseként.